# La Grève-sur-Mignon
La Grève-sur-Mignon ist eine französische Gemeinde mit 568 Einwohnern (Stand: 1. Januar 2022), die im Département Charente-Maritime und in der Region Nouvelle-Aquitaine (vor 2016: Poitou-Charentes) liegt. Sie gehört zum Arrondissement La Rochelle und zum Kanton Marans. Die Einwohner werden Grèvois genannt.

## Geografie
La Grève-sur-Mignon liegt etwa 30 Kilometer ostnordöstlich von La Rochelle am Canal du Mignon im Marais Poitevin. Das Gemeindegebiet gehört zum Regionalen Naturpark Marais Poitevin. Umgeben wird La Grève-sur-Mignon von den Nachbargemeinden La Ronde im Nordwesten und Norden, Saint-Hilaire-la-Palud im Nordosten und Osten, Cramchaban im Südosten, La Laigne im Süden, Benon im Südwesten sowie Courçon im Westen.

## Bevölkerungsentwicklung
| Jahr                       | 1962 | 1968 | 1975 | 1982 | 1990 | 1999 | 2006 | 2013 | 2019 |
| Einwohner                  | 414  | 366  | 305  | 298  | 317  | 361  | 414  | 526  | 553  |
| Quellen: Cassini und INSEE |      |      |      |      |      |      |      |      |      |

## Sehenswürdigkeiten

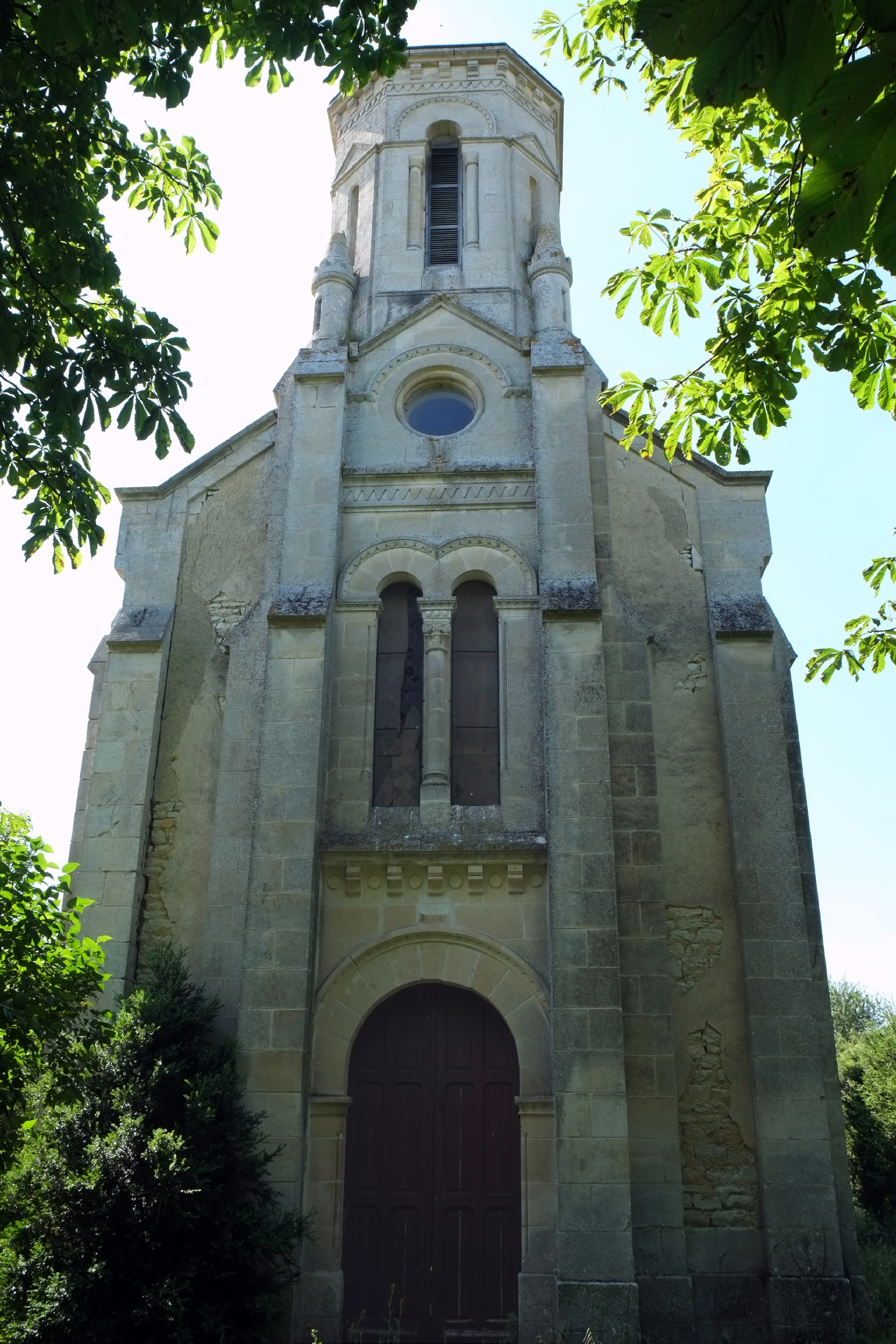
Kirche Saint-Martin

- Kirche Saint-Martin

## Persönlichkeiten
- Lova Moor (bürgerlich: Marie-Claude Jourdain, * 1946), Sängerin